# Свети Дух (Шкофја Лока)
Свети Дух (словен. Sveti Duh) је насељено место у општини Шкофја Лока, Горењска регија, Словенија.

## Историја
До територијалне реорганизације у Словенији био је у саставу старе општине Шкофја Лока.

## Становништво
У попису становништва из 2011. године, Свети Дух је имао 1.066 становника.
| Број становника према пописима | Број становника према пописима | Број становника према пописима |
| ------------------------------ | ------------------------------ | ------------------------------ |
| 1991                           | 2002                           | 2011                           |
| 844                            | 930                            | 1.066                          |

## Галерија
- замак "Ајманов град"
- поглед на "Ајман град"